# 福知山駅
福知山駅（ふくちやまえき）は、京都府福知山市にある、西日本旅客鉄道（JR西日本）・WILLER TRAINS（京都丹後鉄道）の駅である。

## 概要
北近畿の特急網である「北近畿ビッグXネットワーク」の要に位置しているほか、かつては国鉄福知山鉄道管理局→JR西日本福知山支社（近畿統括本部の西日本旅客鉄道福知山管理部に吸収）が置かれており、周辺地域の鉄道網の要衝である。
JR西日本の山陰本線・福知山線と、京都丹後鉄道の宮福線が乗り入れており、JRの駅は山陰本線を所属線としている。
このほか、JRの駅には綾部駅から山陰本線を通して舞鶴線の一部の列車が乗り入れている。福知山線と宮福線は当駅が終点となっており、宮福線の駅には「F1」の駅番号が付与されている。
かつては北丹鉄道が乗り入れており、当駅が起点となっていた。
各方面へ運行される特急列車同士の乗換駅としての役割を担っており、接続が考慮されたダイヤや特急料金の通算制度が設定されるなど、乗り継ぎがシームレスに行えるように配慮されている。
普通列車において山陰本線の一部列車を除き、当駅を始終着としている。
開業時から長らく地上駅だったが、2005年（平成17年）11月にJR西日本が、2009年（平成21年）2月に北近畿タンゴ鉄道（現在の京都丹後鉄道）が高架化されるとともに駅舎も拡張され、1階の専門店街は「ビエラ福知山」として営業している。駅の出入口も、従来の北側に加え南側にも設けられた。福知山線で唯一京都府に位置する駅でもある。

## 歴史
- 1904年（明治37年）11月3日：官設鉄道の当駅 - 綾部駅 - 新舞鶴駅（現在の東舞鶴駅）間、阪鶴鉄道の福知山南口駅（のちの福知駅） - 当駅間の開業により、両路線の接続駅として設置（前者の区間も同日に阪鶴鉄道に貸与）し、旅客・貨物の取扱を開始する[4]。
- 1907年（明治40年）8月1日：阪鶴鉄道が国有化される[4]。
- 1909年（明治42年）
  - 10月1日：福知駅廃止により、三田方の隣の駅が竹田駅（現在の丹波竹田駅）となる。
  - 10月12日：線路名称が制定され、阪鶴線の所属となる。
- 1911年（明治44年）10月25日：播但線の支線として和田山駅 - 当駅間が開業する。
- 1912年（明治45年）3月1日：線路名称が改定され、阪鶴線の綾部駅 - 当駅間と播但線の当駅 - 和田山駅 - 香住駅間が山陰本線に編入され、当駅もその所属となる。また、阪鶴線が福知山線に改称される。
- 1923年（大正12年）9月22日：北丹鉄道線が開業する[5]。
- 1947年（昭和22年）11月27日：昭和天皇が山陰方面に行幸（昭和天皇の戦後巡幸）。機関車の付替時間を利用して駅前奉迎が行われる[6]。
- 1954年（昭和29年）3月29日：駅舎改築が竣工し、4月1日から新駅舎で営業を開始する[7]。
- 1971年（昭和46年）3月2日：北丹鉄道線が休止される（1974年（昭和49年）2月28日廃止認可）[5]。
- 1986年（昭和61年）11月1日：貨物の取扱を廃止し、貨物取扱施設「福知山コンテナセンター」を設置する[1]。福知山線全線と山陰本線城崎駅（現 城崎温泉駅）までの区間が電化される。
- 1987年（昭和62年）4月1日：国鉄分割民営化に伴い、西日本旅客鉄道（JR西日本）の駅となる[1]。
- 1988年（昭和63年）7月16日：宮福鉄道（後の北近畿タンゴ鉄道）宮福線が開業[5]。
- 1995年（平成7年）4月20日：綾部駅から当駅間が電化される。
- 1997年（平成9年）10月30日：当駅付近の高架化工事に着手[8]。
- 2005年（平成17年）11月26日：JR線の当駅付近が高架化される。
- 2009年（平成21年）2月28日：北近畿タンゴ鉄道の当駅が高架完成し、高架化および駅改修事業が完成する[5]。
- 2015年（平成27年）4月1日：北近畿タンゴ鉄道宮福線がWILLER TRAINSに移管され、京都丹後鉄道宮福線となる。
- 2021年（令和3年）
  - 2月27日：自動改札機の使用を開始[9][10]。
  - 3月13日：ICカード「ICOCA」の利用が可能となる[11][12]。
- 2022年（令和4年）
  - 6月1日：それまで綾部駅が管理していた山陰本線の船岡駅 - 綾部駅間の各駅と舞鶴線の全駅が当駅の管轄になる。
  - 10月1日：駅前に所在する福知山支社が近畿統括本部へ編入され、福知山管理部となる[13][14]。

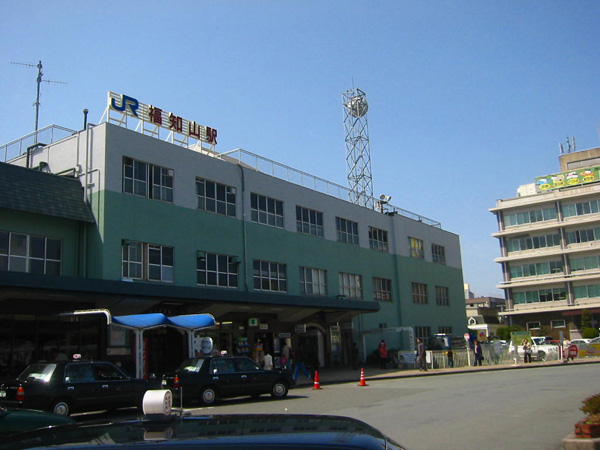
地平時代の駅舎。右端の建物はJR西日本福知山管理部（当時は福知山支社）（2004年3月）
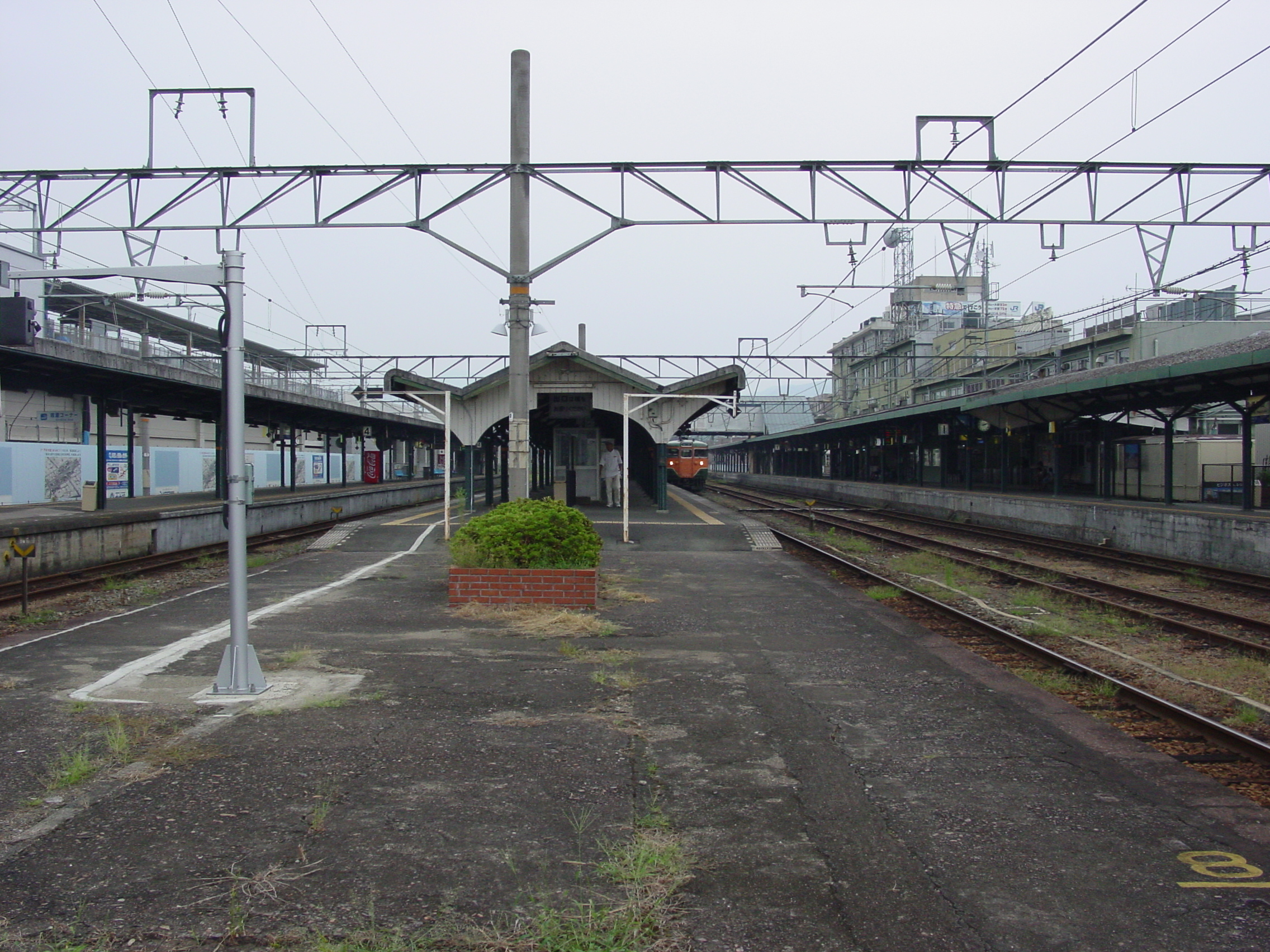
地平時代の構内 （2005年9月）
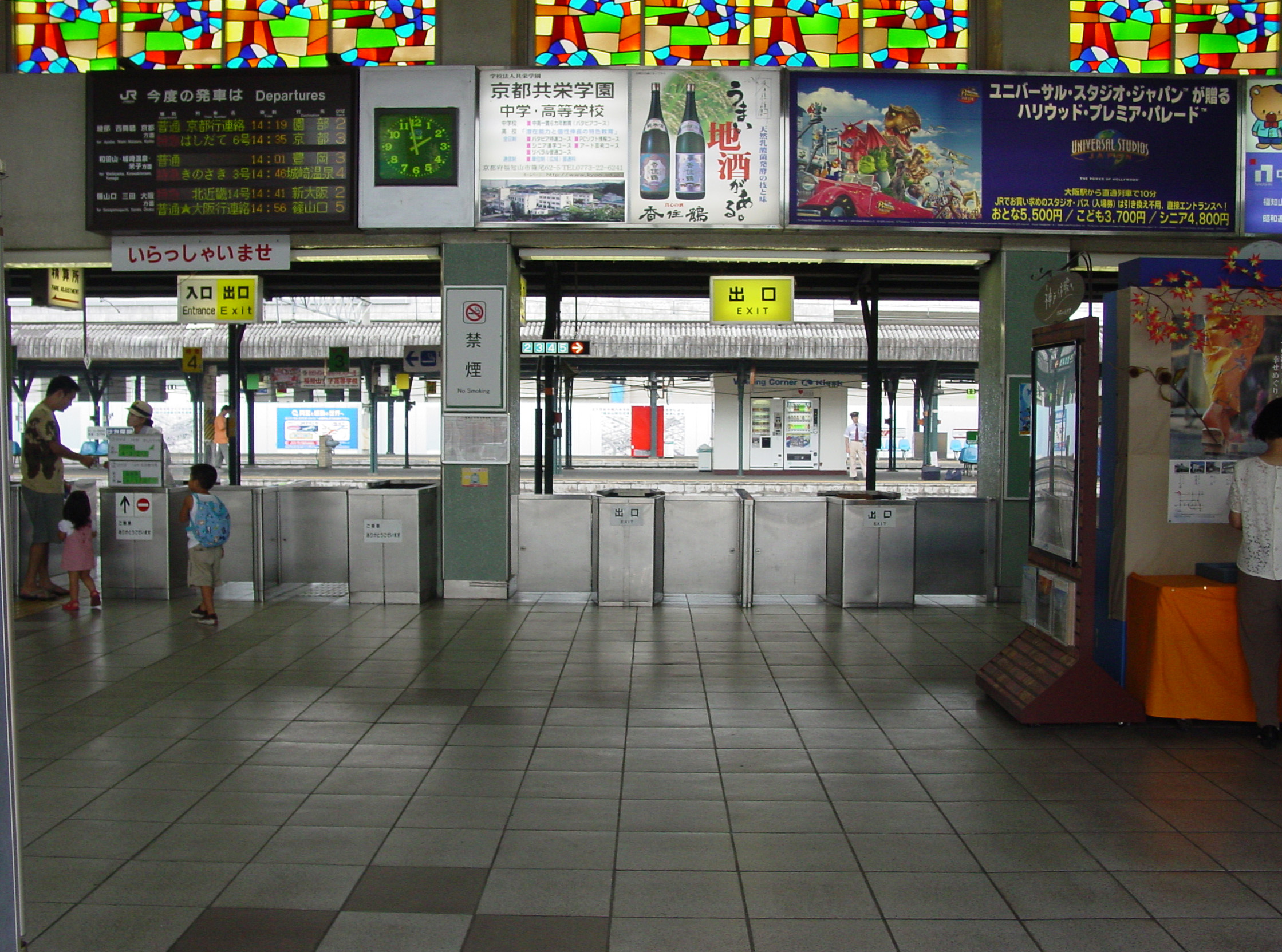
地平時代の改札（2005年9月）

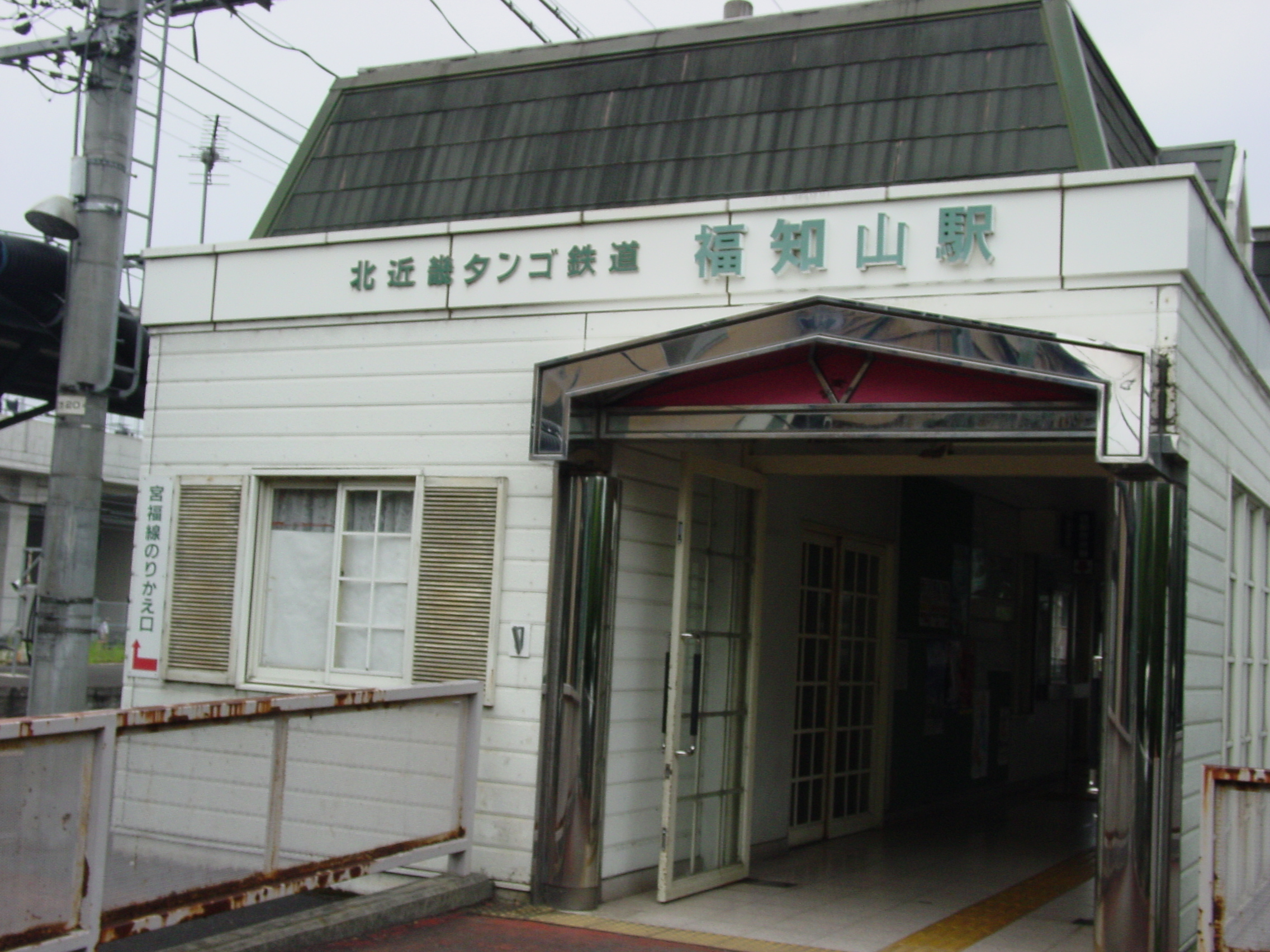
地平時代の北近畿タンゴ鉄道駅舎（2005年9月）
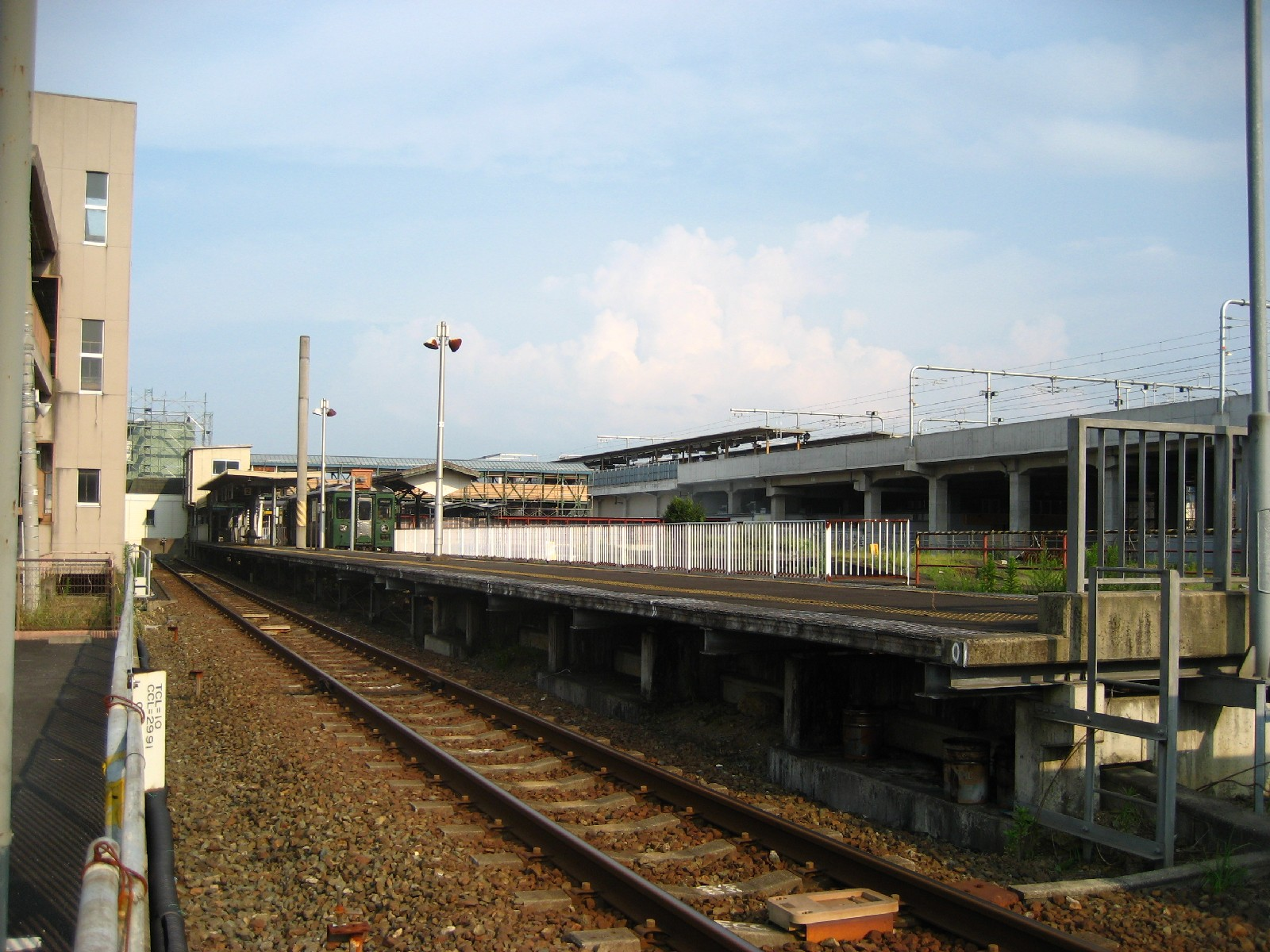
北近畿タンゴ鉄道駅旧ホーム（2006年8月）

## 駅構造

### JR西日本
島式ホーム2面4線と単式ホーム1面1線、合計3面5線のホームを有する高架駅である。
1・2番のりばがホーム長280m・幅4.5 - 7.0mの島式ホーム、3・4番のりばがホーム長180m・幅6.8 - 8.4mの島式ホーム、5番のりばがホーム長130m・幅5.8mの単式ホームとなっている。1・2番のりばはかつて長距離特急列車が停車していた名残で、他のホームよりホーム長が長い。
改札口は1階にあり、元々は有人改札となっていたが、ICカード「ICOCA」の導入に伴い自動改札となった。高架化と同時に、全ホームにエスカレーターとエレベーターが設置された。
かつては改札内でキヨスクや名物の駅そばを販売する「鬼そば屋」が営業していたが、いずれも高架化完了までに廃業した。
管理駅長が配置された直営駅であり、管理駅として山陰本線の船岡駅 - 上夜久野駅間、福知山線の広野駅 - 丹波竹田駅間、舞鶴線内の全駅を管轄している。

#### のりば
| のりば | 路線                 | 方向                 | 行先                       | 備考                         |
| ------ | -------------------- | -------------------- | -------------------------- | ---------------------------- |
| 1・2   | 山陰本線             | 上り                 | 綾部・西舞鶴・京都方面     | 特急・普通                   |
| 1・2   | 山陰本線             | 下り                 | 和田山・豊岡・城崎温泉方面 | 一部の普通                   |
| 1・2   | 福知山線             | 福知山線             | 篠山口・宝塚・大阪方面     | 特急・丹波路快速             |
| 3・4   | 山陰本線             | 下り                 | 和田山・豊岡・城崎温泉方面 | 特急・普通                   |
| 3・4   | 福知山線             | 福知山線             | 篠山口・宝塚・大阪方面     | 一部の特急・丹波路快速・普通 |
| 3・4   | ■ 京都丹後鉄道宮福線 | ■ 京都丹後鉄道宮福線 | 大江・宮津・天橋立方面     | JR線から直通の特急           |
| 5      | 福知山線             | 福知山線             | 篠山口・宝塚・大阪方面     | 丹波路快速・普通             |
| 5      | 山陰本線             | 下り                 | 和田山・豊岡・城崎温泉方面 | 一部の普通                   |

- 2016年3月のダイヤ改正より、構内の旅客案内（駅掲示時刻表など）へも路線記号が取り入れられるようになった。宮福線のJRフォーマットの駅掲示時刻表については、京都丹後鉄道が定めた路線記号「F」を使用しない代わりに、コーポレートカラーのピンクのシンボル（アルファベットなし）が使用されている。
- 配線上では2番のりばを上り本線、3番のりばを下り本線としているが、京都方面への列車が1・2番のりばのみ[注 2]を使用する以外は、特に路線や行き先を区別せずに運用している。なお、JR線から京都丹後鉄道宮福線へ直通する特急列車もJR線のホームを使用する。
- 豊岡方面への普通列車は1・2番のりばに停車し、京都方面の普通列車との対面乗り換えが考慮されていることが多い。
- 特急列車については、原則として京都方面行きの「きのさき」「はしだて」が1番のりば、大阪方面行きの「こうのとり」が2番のりばに入る。またその反対方向の列車は、「きのさき」「はしだて」が3番のりば、「こうのとり」が4番のりばに到着し、特急列車同士の対面乗り換えが可能。ただし、当駅始発の列車が増える朝の時間帯に限り、一部の大阪方面の『こうのとり』が3・4番のりばからも発車する。
- 豊岡方には、福知山電車区へと分岐する線路がある。

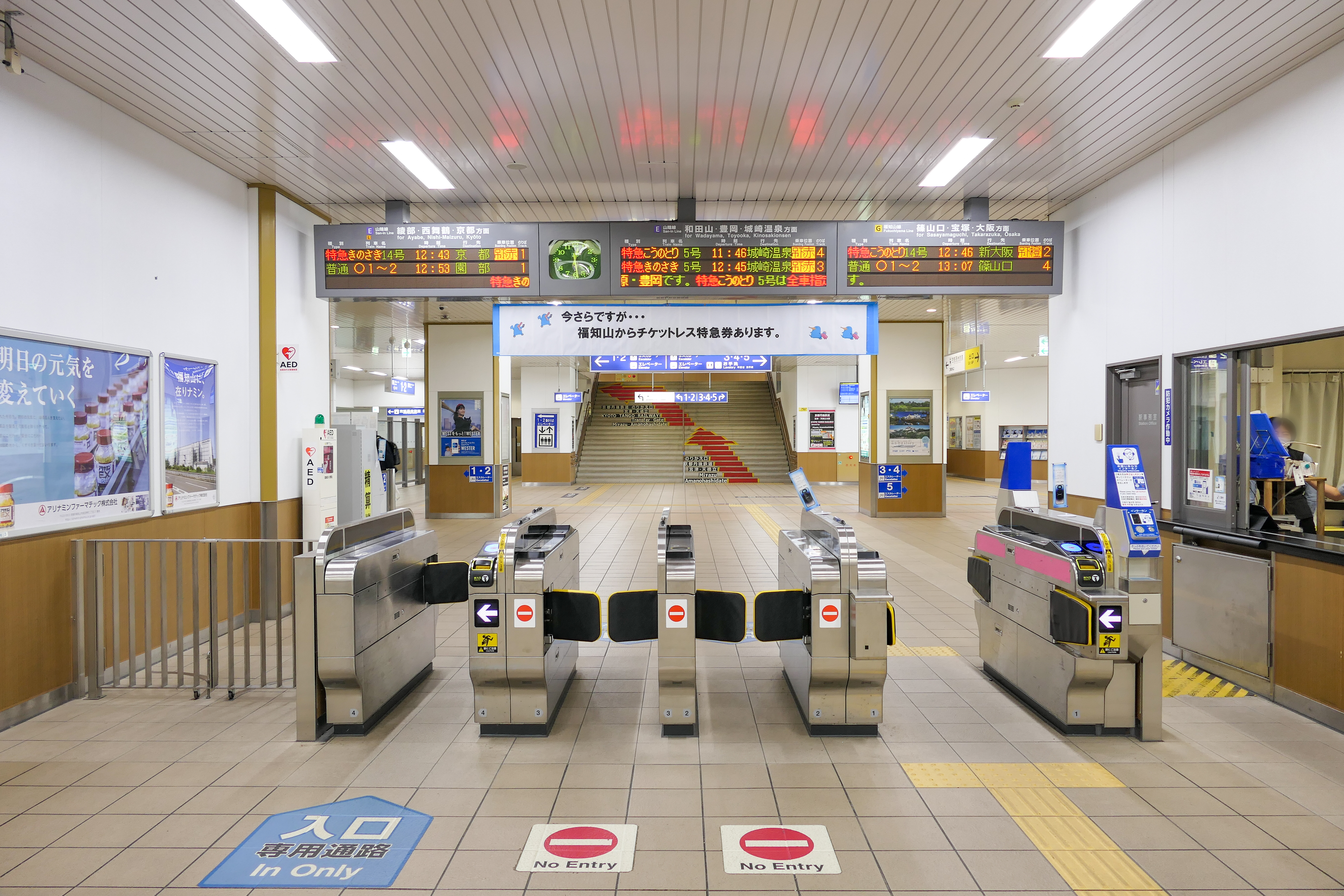
JR線改札口（2023年9月）
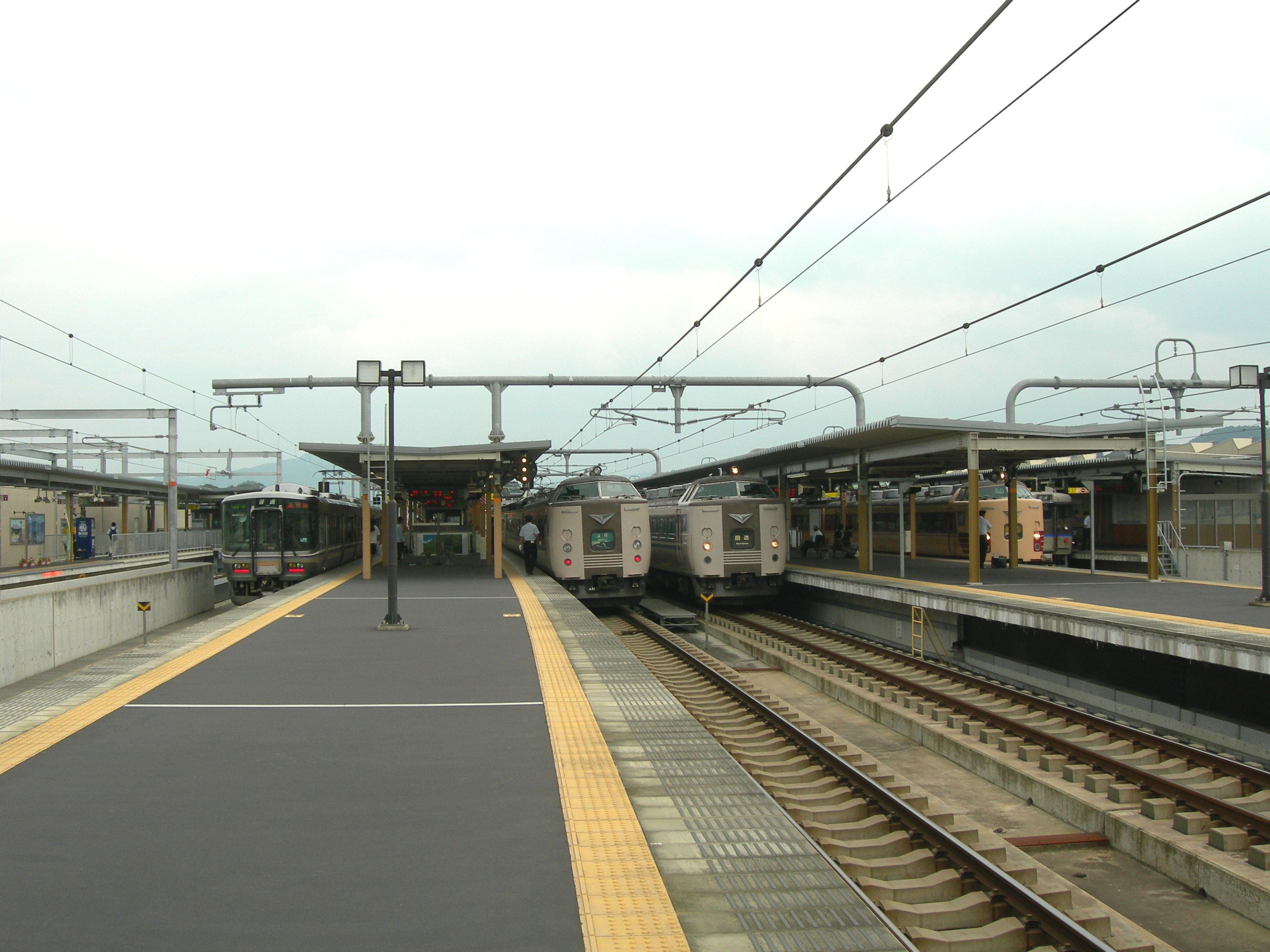
JR線構内（2009年8月）

### 京都丹後鉄道
島式ホーム1面2線を有する高架駅で、JRホームの北側に位置する。電車が入線することがあるため両線とも架線が張られている。
終日駅員が配置される直営駅である。改札口は北口側の専用階段を登った先の2階に位置し、京都丹後鉄道専用の自動券売機等もある。京都丹後鉄道改札口からコンコースを挟んで反対側に、JR駅の2階コンコースとつながった連絡改札口が設けられている。
高架化前のホームは、かつての北丹鉄道の駅が設けられていた位置にあった。
なお、JRとの直通を行う特急列車はJRホームに発着する（構造上、宮福線からはJRの1 - 4番のりばへの出発・入線にも対応）。

#### のりば
| のりば | 路線     | 行先             | 備考                            |
| ------ | -------- | ---------------- | ------------------------------- |
| 1・2   | ■ 宮福線 | 宮津・天橋立方面 | 特急「たんごリレー」 快速・普通 |

- 配線上の本線は1番線（1番のりば）である。

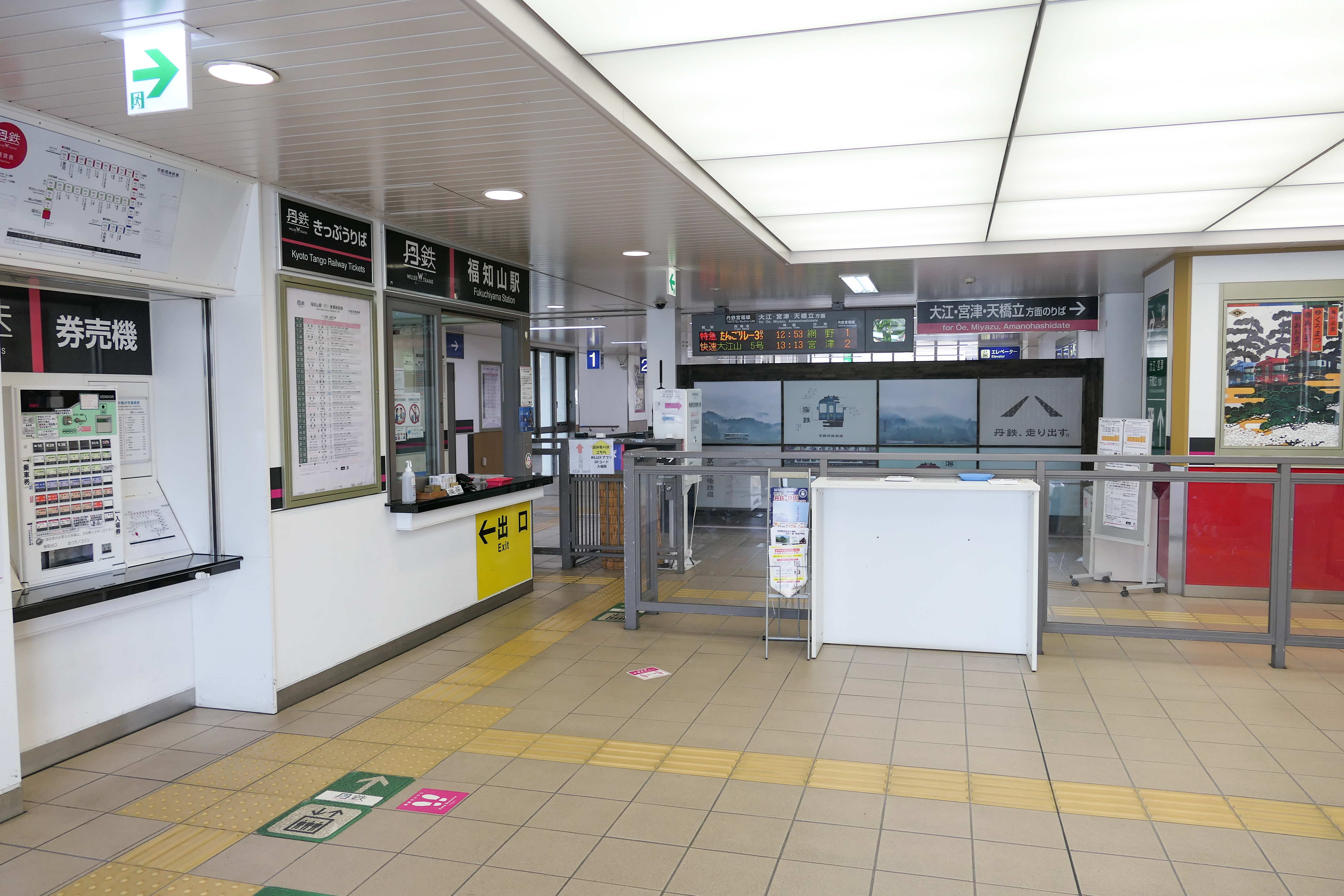
京都丹後鉄道駅の改札口（2023年9月）
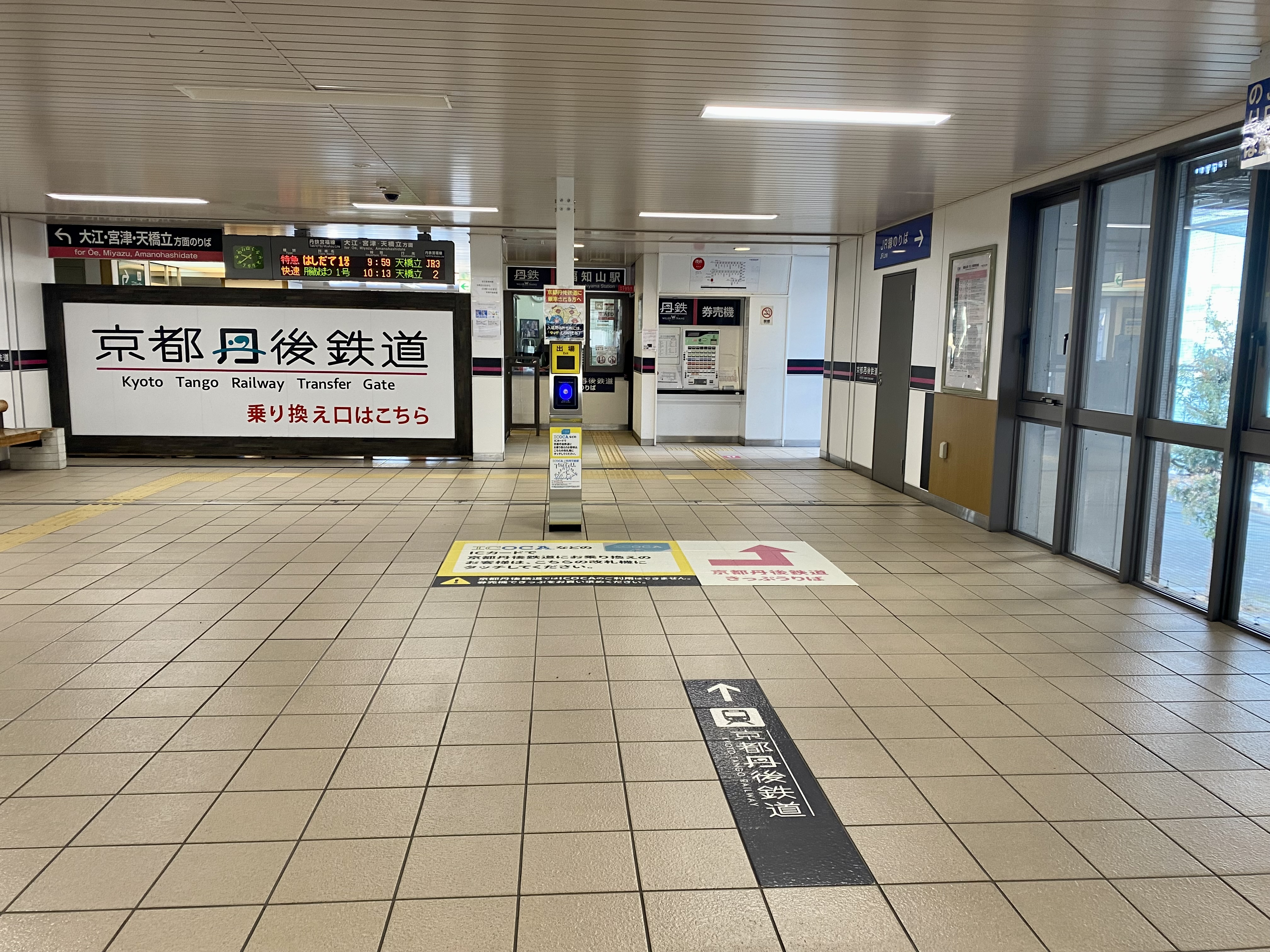
JRと京都丹後鉄道の乗り換え改札口（2022年1月）
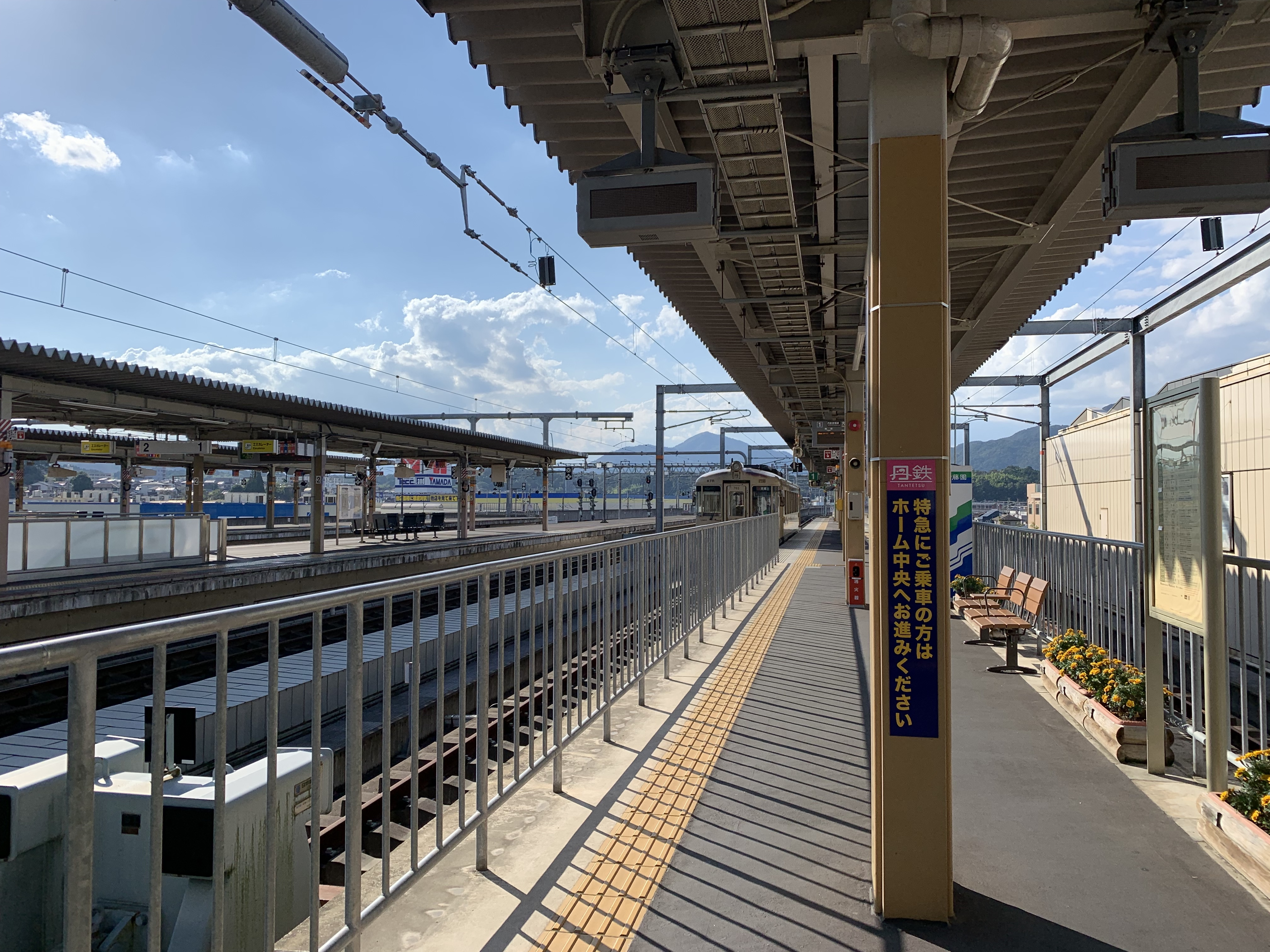
京都丹後鉄道駅のホーム（2021年10月）

### 北丹鉄道
単式ホーム1面1線を有する地上駅で、地平時代の日本国有鉄道福知山駅1番線ホームの西側を間借りしていた。
北丹鉄道は1974年（昭和49年）に廃止となったが、1988年（昭和63年）に宮福鉄道（現 京都丹後鉄道）宮福線が開業した際には同じ場所が同線用のホームとなった。

## 利用状況
JR西日本の2023年度の1日当たりの利用者数は6,588人。京都府統計書（2007年度以前）および福知山市統計書（2008年度以降）によると、両社の1日平均乗車人員の推移は下記の通りである。
| 年度   | 1日平均乗車人員 | 1日平均乗車人員 |
| 年度   | JR西日本        | 京都丹後鉄道    |
| ------ | --------------- | --------------- |
| 1999年 | 4,304           | 1,134           |
| 2000年 | 4,186           | 1,263           |
| 2001年 | 4,052           | 1,197           |
| 2002年 | 3,951           | 995             |
| 2003年 | 3,992           | 1,027           |
| 2004年 | 3,926           | 901             |
| 2005年 | 4,019           | 847             |
| 2006年 | 3,992           | 800             |
| 2007年 | 3,932           | 805             |
| 2008年 | 3,913           | 966             |
| 2009年 | 3,678           | 1,018           |
| 2010年 | 3,715           | 1,055           |
| 2011年 | 3,660           | 1,061           |
| 2012年 | 3,784           | 1,038           |
| 2013年 | 3,751           | 1,085           |
| 2014年 | 3,673           | 1,105           |
| 2015年 | 3,679           | 1,055           |
| 2016年 | 3,783           | 1,033           |
| 2017年 | 3,756           | 990             |
| 2020年 | 2,788           |                 |

## 駅周辺

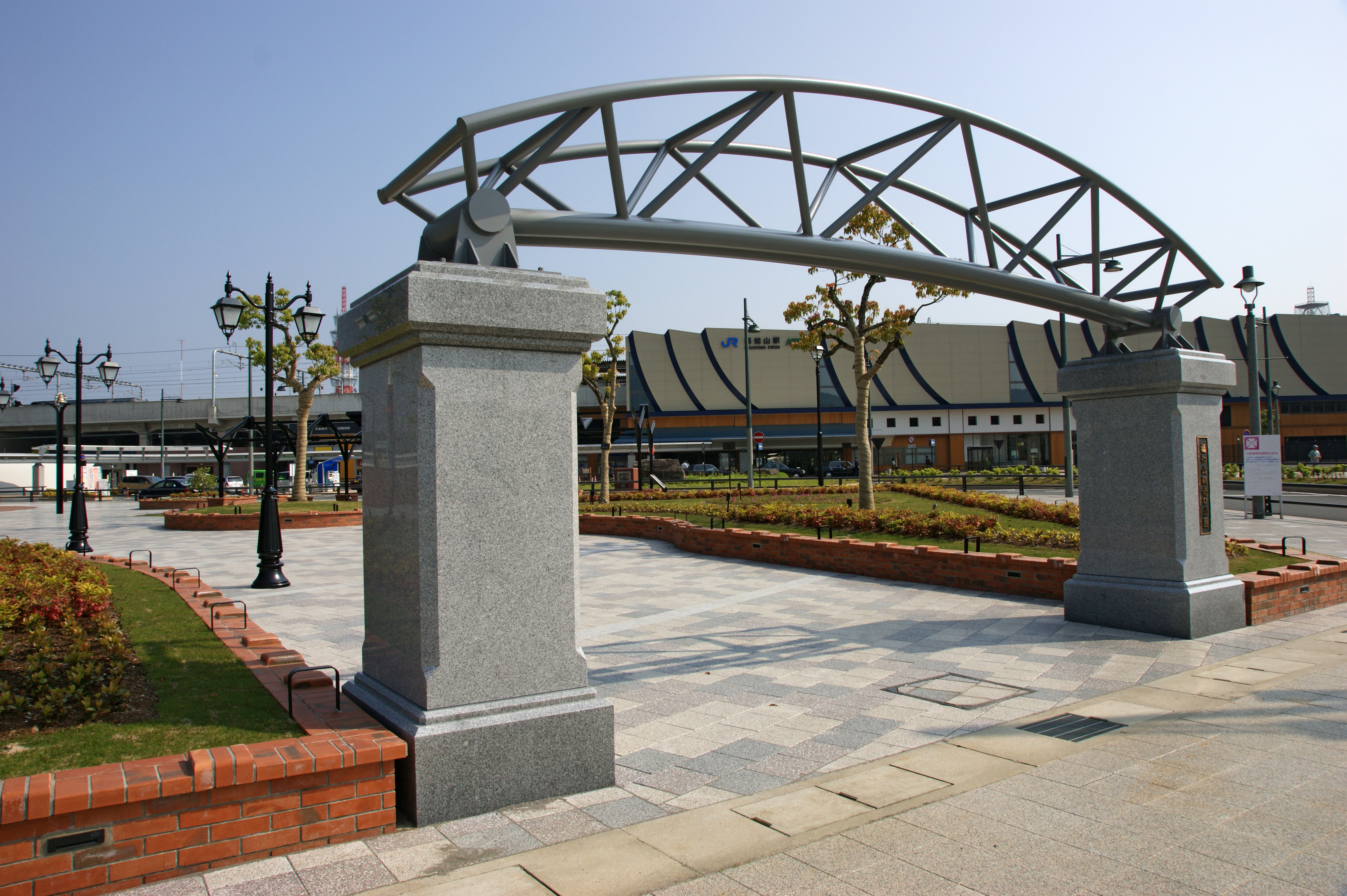
福知山駅南口公園

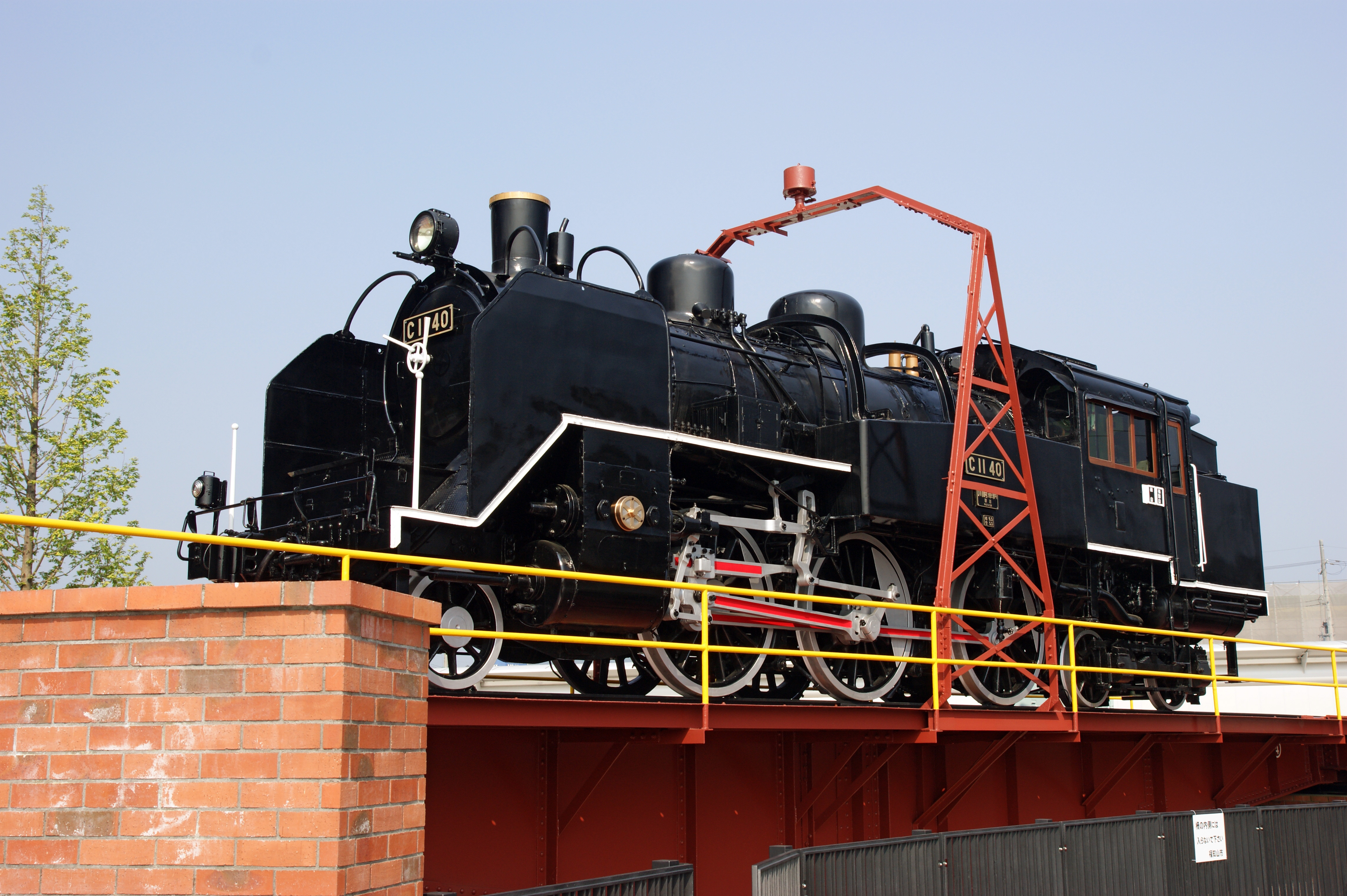
同公園に展示されているC11 40と転車台

当駅付近の線路は市の中心部を通るため、市街地が南北に分断されていただけでなく、踏切での渋滞も多発していた。
この問題解消に向け、1996年（平成8年）から当駅を含めた高架化工事が進められ、2005年（平成17年）にはJR線が、2009年（平成21年）にはKTR線が高架化された。

### 南口
南側一帯には元々福知山運転所があり、周辺の市街地とは接続していなかったが、高架化と共に公園を擁するロータリーが整備された。
公園前にはビジネスホテルが建設されたほか、国道9号沿いにはコンビニエンスストアや飲食店などが多く立地している。
- 福知山駅南口公園
旧・福知山機関区が高架化の際に公園となった。園内には同機関区の転車台に、同機関区に所属したC11形蒸気機関車 40号機[注 3]が載せられ展示保存されている[22]。
- 大谷公園
- 福知山消防署
- ハローワーク福知山
- 福知山駅南郵便局
- 京都共栄学園中学校・高等学校
- 福知山市立南陵中学校
- 京都銀行福知山駅南支店
- 国道9号

### 北口

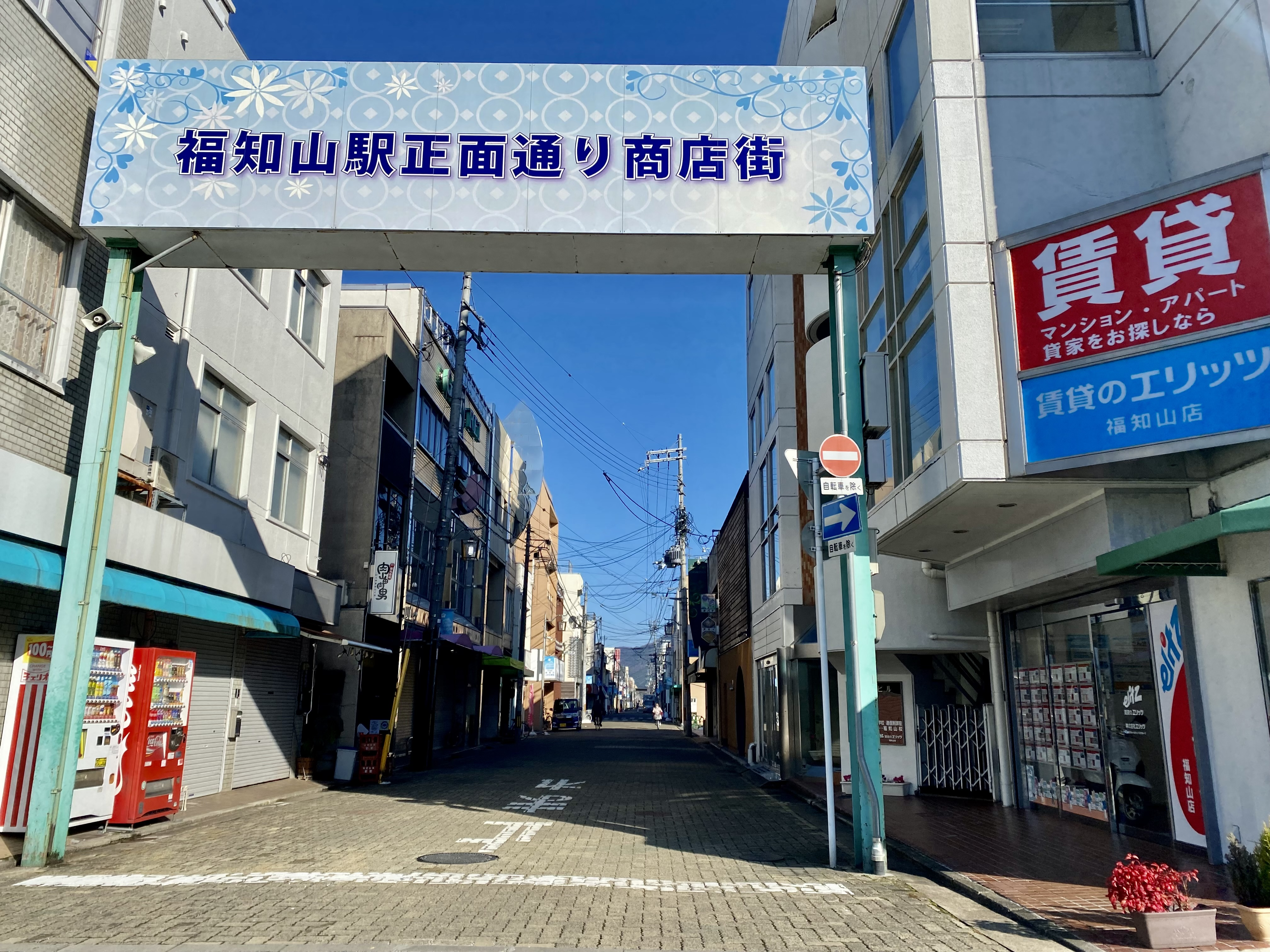
福知山駅正面通り商店街

古くからの市街地が広がっており、駅前は商店街となっている。駅前では広場の再整備事業が行われている。
- JR西日本福知山管理部
- 福知山城（郷土資料館）[23]
- 福知山市役所
- 福知山警察署福知山駅前交番
- 伯耆丸公園
- 御霊神社
- 中ノ町飲食街 - 歓楽街（※戦前は芸者の置屋があった）
- 福知山市立昭和小学校
- 福知山市立惇明小学校
- 福知山郵便局
- 京都銀行福知山支店
- 京都北都信用金庫福知山中央支店
- 市民交流プラザふくちやま
- 京都府道24号福知山停車場線（お城通り）
- 京都府道523号福知山停車場篠尾線（花水木通り）

## バス路線
京都交通、丹後海陸交通、大阪バスおよび周辺自治体が運営する福知山市内自主運行バスの4事業者とその共同運行会社が乗り入れ、以下の路線を運行している。
一般バス路線や廃止代替バスは北口、高速バス路線は南口の各ロータリーに発着する。
| 運行会社                                               | 行先                                                | 路線名            | 備考            |
| ------------------------------------------------------ | --------------------------------------------------- | ----------------- | --------------- |
| 京都交通 （福知山駅前バス停）                          | 丹波大身                                            | 三和線            | [ 注 5 ]        |
| 京都交通 （福知山駅前バス停）                          | 綾部駅前                                            | 福知山線          |                 |
| 京都交通 （福知山駅前バス停）                          | 高等技術専門学校前                                  | 長田野線          |                 |
| 京都交通 （福知山駅前バス停）                          | 山野口 三段池公園                                   | 川北線 三段池線   | [ 注 6 ]        |
| 京都交通 （福知山駅前バス停）                          | 成美高校前 他                                       | 堀循環線          |                 |
| 京都交通 （福知山駅前バス停）                          | 岩間会館前 他                                       | 岩間線 岩間循環線 |                 |
| 京都交通 （福知山駅前バス停）                          | 小牧                                                | 小牧線            |                 |
| 京都交通 （福知山駅前バス停）                          | 下夜久野駅前                                        | 夜久野線          |                 |
| 京都交通 （福知山駅前バス停）                          | 治水記念館前 他（北ルート） 中央通り 他（南ルート） | まちなか循環線    | 南北2ルートあり |
| 丹後海陸交通 （福知山駅北口バス停/福知山駅南口バス停） | 傘松ケーブル下                                      | 与謝・福知山線    |                 |
| 丹後海陸交通 （福知山駅北口バス停/福知山駅南口バス停） | 共栄高校前                                          | 与謝・福知山線    |                 |

| 運行会社     | 行先             |
| ------------ | ---------------- |
| 中六人部バス | 田野山田公民館前 |
| 庵我バス     | 筈巻             |
| 三岳バス     | 上佐々木         |

| 運行会社          | 路線名・バス愛称               | 行先                                          | 共同運行会社        |
| ----------------- | ------------------------------ | --------------------------------------------- | ------------------- |
| 日本交通 (神戸市) | 神戸 - 福知山線                | 三宮バスターミナル                            | 日本交通 (福知山市) |
| 日本交通 (神戸市) | 大阪 - 福知山線                | 大阪伊丹空港・大阪なんば（OCAT）              | 日本交通 (福知山市) |
| 大阪バス          | 福知山特急ニュースター号       | 大阪駅・ユニバーサルスタジオジャパン          | 単独運行            |
| 大阪バス          | 綾部特急ニュースター号         | 京都駅                                        | 単独運行            |
| 大阪バス          | 名古屋福知山特急ニュースター号 | 京都駅・名古屋駅                              | 単独運行            |
| WILLER EXPRESS    | ニュープリンス高速バス         | 東京駅・大崎駅西口バスターミナル / 城崎温泉駅 | 単独運行            |

## 隣の駅
※西日本旅客鉄道の特急『こうのとり』・『きのさき』・『はしだて』、京都丹後鉄道の特急『たんごリレー』の隣の停車駅は各列車記事を、京都丹後鉄道の快速『通勤ライナー』快速『大江山』・『丹後あおまつ』の隣の停車駅は路線記事を参照のこと。
西日本旅客鉄道（JR西日本）
 山陰本線
上川口駅 - 福知山駅 - 石原駅
 福知山線
■丹波路快速（三田駅まで各駅に停車）・■普通
丹波竹田駅 - 福知山駅
京都丹後鉄道
■宮福線
福知山駅 (F1) - 福知山市民病院口駅 (F2)

### かつて存在した路線
北丹鉄道（廃線）
北丹鉄道線
福知山駅 - 福知山西駅